# 東玉川
東玉川（ひがしたまがわ）は、東京都世田谷区にある町名である。現行行政地名は東玉川一丁目および東玉川二丁目。住居表示実施済区域。玉川地域に属する。

## 地理
世田谷区南部の玉川地域に属する。北側は世田谷区奥沢に接するが、他の三方は、大田区の田園調布、雪谷大塚町、石川町に囲まれている。面積は0.477平方キロメートル。
都市計画法上の用途地域は、奥沢・田園調布との境界付近を除いた大半が第一種低層住居専用地域である。

### 地価
住宅地の地価は、2025年（令和7年）1月1日の公示地価によれば、東玉川1-20-2の地点で67万4000円/m2となっている。

## 歴史
明治初期には荏原郡等々力村の飛び地で、かつて「諏訪分（すわぶん）」と呼ばれていた。この呼び名はこの地に「諏訪社」という神社があったための命名といわれている。
- 1889年（明治22年）、新市町村制実施に際して等々力村を含む8ヶ村が合併して玉川村が作られ、この地は「荏原郡玉川村大字等々力字諏訪分」となった。
- 1908年（明治41年）、政府の神社合祀令に従って、諏訪社を等々力の熊野神社（現：玉川神社）に合祀。
- 1926年（大正15年）、調布女学校（現：田園調布学園中等部・高等部）が創立。
- 1928年（昭和3年）、諏訪分の西部（現：東玉川二丁目）を縦貫する池上電気鉄道新奥沢線が開業。諏訪分駅、新奥沢駅が設置された。
- 1929年（昭和4年）、諏訪社再興の声が起こり、新たに境内地を確保して東玉川神社を創建した。これによって再び神社が創設。
- 1932年（昭和7年）、等々力から分離し「東玉川町」が新設。この町名は田園調布に隣接しているため、イメージアップを図り旧玉川村の東にあることに由来する方角地名となった。
- 1934年（昭和9年）、1928年頃に始まった諏訪分の耕地整理事業が完了。域内の区画整理と道路網整備が終わって、住宅地として秩序ある分譲を行う基盤が整った。
- 1935年（昭和10年）、新奥沢線が廃止。諏訪分駅、新奥沢駅が廃駅となった。
- 1967年（昭和42年）、住居表示実施。自由通りを境に東西に分離、東玉川一丁目・二丁目が新設。

### 住居表示実施前後の町名の変遷
| 実施後       | 実施年月日   | 実施前（各町名ともその一部） |
| ------------ | ------------ | ---------------------------- |
| 東玉川一丁目 | 1967年6月1日 | 東玉川町の一部               |
| 東玉川二丁目 | 1967年6月1日 | 東玉川町の一部               |

## 世帯数と人口
2025年（令和7年）1月1日現在（世田谷区発表）の世帯数と人口は以下の通りである。
| 丁目         | 世帯数    | 人口    |
| ------------ | --------- | ------- |
| 東玉川一丁目 | 1,925世帯 | 4,132人 |
| 東玉川二丁目 | 2,348世帯 | 4,348人 |
| 計           | 4,273世帯 | 8,480人 |

### 人口の変遷
国勢調査による人口の推移。
| 年                 | 人口  |
| ------------------ | ----- |
| 1995年（平成7年）  | 7,860 |
| 2000年（平成12年） | 7,858 |
| 2005年（平成17年） | 7,923 |
| 2010年（平成22年） | 8,166 |
| 2015年（平成27年） | 8,195 |
| 2020年（令和2年）  | 8,581 |

### 世帯数の変遷
国勢調査による世帯数の推移。
| 年                 | 世帯数 |
| ------------------ | ------ |
| 1995年（平成7年）  | 3,289  |
| 2000年（平成12年） | 3,500  |
| 2005年（平成17年） | 3,645  |
| 2010年（平成22年） | 3,931  |
| 2015年（平成27年） | 3,927  |
| 2020年（令和2年）  | 4,192  |

## 学区
区立小・中学校に通う場合、学区は以下の通りとなる（2018年4月現在）。
| 丁目         | 番地     | 小学校                 | 中学校               |
| ------------ | -------- | ---------------------- | -------------------- |
| 東玉川一丁目 | 28～41番 | 世田谷区立奥沢小学校   | 世田谷区立奥沢中学校 |
| 東玉川一丁目 | 1〜27番  | 世田谷区立東玉川小学校 | 世田谷区立奥沢中学校 |
| 東玉川二丁目 | 1～18番  | 世田谷区立東玉川小学校 | 世田谷区立奥沢中学校 |
| 東玉川二丁目 | 19〜41番 | 世田谷区立奥沢小学校   | 世田谷区立奥沢中学校 |

## 交通

### 鉄道
町域内に鉄道は通っていないが、周辺に存在する下記の東急線各駅が利用できる。
- 南部地域は、池上線雪が谷大塚駅が近い。
- 北部地域は、東横線・目黒線田園調布駅、目黒線奥沢駅、池上線石川台駅の三つの駅が周辺に存在する。

なお、1928年から1935年まで目黒蒲田電鉄新奥沢線が現在の東玉川を南北に通っており、新奥沢駅と諏訪分駅が置かれていた。

### 道路
- 自由通り - 町域の中央をほぼ南北に縦貫している。
- 環八通り - 町域の西側にほぼ1キロメートルにわたって走り、田園調布との境界を形成している。
- 中原街道 - 町域の南部・東部に近接して通る。
- 東京都道426号上馬奥沢線 - 町域の北側で中原街道（石川台交差点）と環八通り（奥沢四丁目）とを結ぶ道路（一部は表記都道）として走り、奥沢との境界を形成している。

### バス
1日5～6便のみであるが、次のバス路線が自由通りを通って東玉川を縦貫している。町域内には三つの停留所がある。
- 東急バス <多摩01>系統（多摩川駅⇔東京医療センター）

## 事業所
2021年（令和3年）現在の経済センサス調査による事業所数と従業員数は以下の通りである。
| 丁目         | 事業所数  | 従業員数 |
| ------------ | --------- | -------- |
| 東玉川一丁目 | 53事業所  | 307人    |
| 東玉川二丁目 | 92事業所  | 1,107人  |
| 計           | 145事業所 | 1,414人  |

### 事業者数の変遷
経済センサスによる事業所数の推移。
| 年                 | 事業者数 |
| ------------------ | -------- |
| 2016年（平成28年） | 136      |
| 2021年（令和3年）  | 145      |

### 従業員数の変遷
経済センサスによる従業員数の推移。
| 年                 | 従業員数 |
| ------------------ | -------- |
| 2016年（平成28年） | 1,287    |
| 2021年（令和3年）  | 1,414    |

## 施設

### 公共
- 警視庁玉川警察署東玉川交番
- 世田谷区東玉川地区会館

### 教育
- 田園調布学園中等部・高等部
- 世田谷区立東玉川小学校 - 東玉川を校区とする東玉川小学校は町域内にはなく、北側隣接地に世田谷区奥沢と大田区石川町とにまたがって立地している。

### 寺社・教会
- 東玉川神社
- 真宗大谷派浄行寺
- 天理教中赤分教会
- 天理教本田町分教会
- 金光教雪ケ谷教会
- エホバの証人の王国会館

## その他

### 日本郵便
- 郵便番号 : 158-0084[2]（集配局 : 玉川郵便局[16]）。